# Amilcare Ancona
Amilcare Ancona (1839 – Milano, 22 dicembre 1890) è stato un architetto, archeologo, numismatico e collezionista italiano.

## Biografia
Ancona fu un appassionato collezionista, con gusto eclettico. Le raccolte si incentravano su temi affatto diversi: oggetti preistorici o documenti risorgimentali.
Combatté nelle guerre di indipendenza e fu anche assessore al comune di Milano.
Socio della Società storica lombarda, donò negli anni 1883 - 1884 alla società una raccolta di documenti che aveva acquistato e che probabilmente provenivano dall'Archivio di Stato di Milano. I documenti erano stati acquistati da Carlo Morbio, uno studioso lombardo che aveva raccolto un rilevante quantità di documenti storici. Alla sua morte le collezioni furono disperse ed Ancona riuscì ad acquistare all'estero i documenti che riguardavano la famiglia Sforza.
A Milano creò in casa sua un museo, con testimonianze egizie, greche e romane, nonché monete, medaglie, autografi e documenti varii.
Possedeva anche una villetta a Precotto, dove aveva creato una succursale del suo museo milanese. Qui tra le altre cose vi erano numerose iscrizioni romane, alcune pubblicate dall'amico Mommsen.
Collezionò anche monete passando dalle greche, alle romane e in seguito alle monete medioevali italiane.
Nel 1884 la collezione di monete fu venduta all'asta. In seguito ne ricostituì una nuova.
Collaborò con la Rivista italiana di numismatica, per cui descrisse, nel 1888, il ripostiglio di San Zeno in Verona.

## Opere
- Il ripostiglio di S. Zeno in Verona città, in Rivista italiana di numismatica, 1888, pp. 229–238.